# خوفو
خوفو که در زبان یونانی خئوپس گفته می‌شود، دومین فرعون از دودمان چهارم فرعون‌های مصر باستان به‌ شمار می‌آید و دوران فرمانروایی‌اش حدود ۲۳ یا ۲۴ سال از ۲۵۸۹ تا ۲۵۶۶ پیش از میلاد مسیح برآورد شده‌ است. خوفو سازنده هرم بزرگ جیزه است. او سه همسر اصلی داشت که هر یک در یکی از سه هرم کوچک دیگر در نزدیکی هرم بزرگ دفن شده‌اند.
هر چند که هرم بزرگ به نوعی نشانگر جوهره مصر باستان به‌شمار می‌آید، از دوران شاهی فرعون سازنده آن آگاهی چندانی در دست نیست. سده‌ها پس از فرمانروایی خوفو، هرودوت درباره او نوشته‌است: «خوفو سرزمین مصر را دچار هرنوع بدبختی ممکن کرد. او نیایشگاه‌ها را بست، پیشکش قربانی را نزد رعایای خود ممنوع اعلام کرد و آنها را وادار کرد تا بدون استثنا برایش کارگری کنند. مصریان به زحمت می‌توانستند نام او را بر زبان بیاورند و این از شدت تنفرشان بود.» مومیایی این فرعون هرگز یافته نشده‌ است و با وجود عظمت و شکوه هرم، قایق بی همتای تشییع جنازه، و اشیای اعجاب‌ انگیز مراسم خاکسپاری که از خوفو بجا مانده‌ است، تنها تصویر موجود از چهره او یک تندیس عاج ۱۰ سانتی‌ متری است.

## خانواده
خوفو پسر شاه سنفرو و شهبانو حتپ‌حرس یکم بود. او خواهری تنی نیز داشت که شاهدخت حتپ‌‌حرس نام داشت. بنا به گفته هرودوت، خوفو برخلاف پدرش سنفرو و پدربزرگش جوسر، که هر دو شاهانی بخشنده و مردمدار بودند، مردی خشن و شاهی ستمگر بود.
خوفو ۹ پسر داشت که از میان آن‌ها جدف‌رع و خفرع به ترتیب، فرعون‌های بعد از او شدند. او همچنین ۱۵ دختر داشت که از میان آن‌ها شاهدخت حتپ‌حرس دوم به شهبانویی رسید. نام بسیاری از اعضای خانواده خوفو از پاپیروس وستکار شناخته شده، دیگر نام‌ها اما از روی آرامگاه‌هایشان در جیزه به دست آمده‌اند. آرامگاه جی ۷۰۰۰ تعداد زیادی از مصطبه‌های این اعضا را، از جمله شهبانو حتپ‌حرس یکم مادر شاه، در خود دارد. فهرست زیر نام اعضای خانواده پادشاهی خوفو برگرفته از کتاب‌ های دادسون و هیلتون و نیز پورتر و ماس است:

### پسران
- کواب - پسر ارشد خوفو از شهبانو مریت‌ایتس یکم
- جدف‌رع - جانشین شاه از مادری نامعلوم
- خفرع - پسر شاه از شهبانو حنوتسن. او پس از جدفرع به شاهی رسید
- جدف‌حور - پسر شاه از بدنش، نگهدار نخن. نامش از پاپیروس وستکار مشخص است. در گور جی ۷۲۱۰-۷۲۲۰ در جیزه به خاک سپرده شده
- باعوفرع - نامش از پاپیروس وستکار مشخص است. عده‌ای بر این باورند که همان بعف‌حور است
- بعف‌حور - آرامگاهش در جیزه است
- خوفوخعف یکم - پسر شاه از شهبانو حنوتسن. مصطبه‌ای دوتایی در جی ۷۱۳۰–۷۱۴۰ واقع در جیزه دارد
- مینخاف یکم - پسر شاه از شهبانو حنوتسن. وزیر ارشد دربار برادرانش جدفرع و خفرع بود و آرامگاهش در جیزه جی ۷۴۳۰–۷۴۴۰ است
- حوربعف - آرامگاهش در جیزه با مرس‌عنخ دوم یکی است.